# Jean-Marie Pelletier
Jean-Marie Pelletier, né le 26 juin 1933 à La Pocatière, est un entrepreneur et homme politique québécois.
Il est député à l'Assemblée nationale du Québec de la circonscription de Kamouraska de 1970 à 1973 et de Kamouraska-Témiscouata de 1973 à 1976, sous la bannière du Parti libéral du Québec.

## Biographie
Né le 26 juin 1933 à La Pocatière, Jean-Marie Pelletier est spécialisé en génétique et en aviculture. Il a également suivi des cours en valeurs mobilières et immobilières.
De 1951 à 1956, il est directeur de la ferme avicole de l'Institut de technique agricole à La Pocatière. Il est gérant de la ferme avicole Adhémar-Gratton à Oka de 1956 à 1957 et de la Sunny Brook Farms de Sainte-Adèle de 1957 à 1959. Il est également propriétaire d'une ferme avicole et d'un commerce de moulée à Saint-Philippe-de-Néri. De 1966 à 1968, il est président régional et directeur provincial de la Fédération des producteurs d'œufs du Québec, et directeur de l'Union des producteurs agricoles à La Pocatière.
En 1969, il est responsable de la campagne au leadership de Robert Bourassa. Il est élu député libéral à l'Assemblée nationale du Québec dans Kamouraska en 1970, puis réélu dans Kamouraska-Témiscouata en 1973. Il est défait en 1976. Concurremment, il est maire de Saint-Philippe-de-Néri de 1970 à 1976.
Après sa carrière politique, il est entrepreneur en construction domiciliaire. Il a aussi été agent d'immeubles à Rivière-du-Loup de 1980 à 1982, puis à Québec pour le Groupe Courtac à partir de 1991. De 1989 à 1991, il a été représentant pour Mode Design. 